# 트럼프가

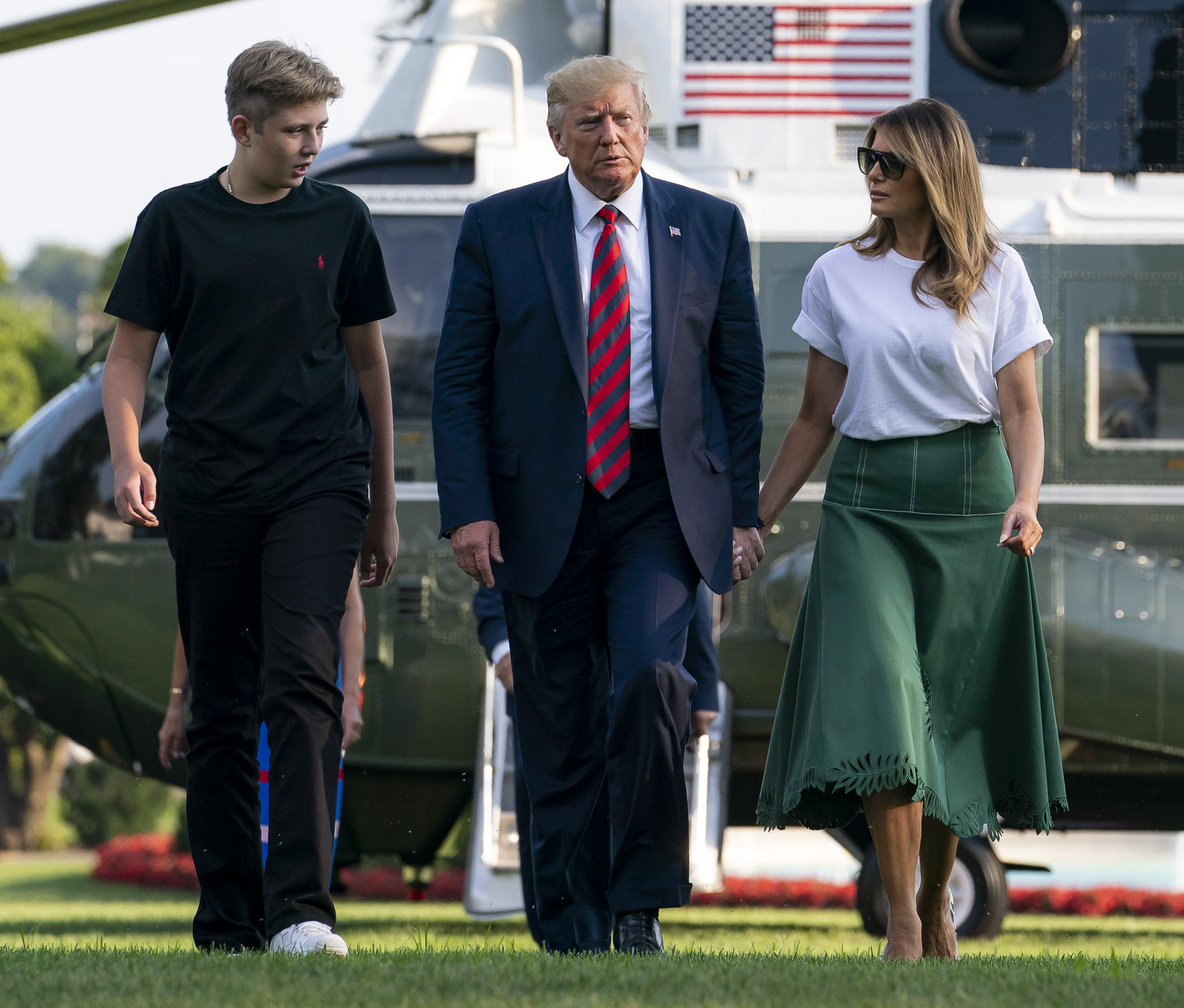
2019년 8월의 트럼프가

트럼프가(영어: Trump)는 독일인과 독일계 미국인의 성이며, 칼슈타트에 거주하던 요한 필립 트럼프(1667 ~ 1707)를 조상으로 두고 있다. 바이에른 선제후국, 바이에른 왕국을 거쳐 현재 독일과 미국에 있는 성이다.
트럼프 성씨는 독일 전역에서 발견되며 특히 17세기 이후 칼슈타트에서 이 성씨가 많이 기록되어 있다. 많은 이들이 포도주 생산업자였으며 성 트럼프는 여전히 독일 남서부의 칼슈타트에 많이 있다.
19세기 몇몇 가족들이 미국으로 이민을 갔으며 그 중 하인즈 회사의 설립자인 헨리 J. 하인즈의 아버지와 챠롯데 루이사 트럼프의 아들 요한 하인리히 하인즈와 이들의 후손인 프리드리히(프레더릭) 트럼프(1869-1918)와 그의 아내 엘리자베스 크라이스트 트럼프(1880 ~ 1966)가 트럼프 가를 형성했다.
독일계 미국인인 트럼프 가는 부동산, 엔터테인먼트 및 정치 분야에서 두드러졌다. 가장 눈에 띄는 인물은 부동산 재벌이자 제45대 미국 대통령인 도널드 트럼프이다.

## 역사
트럼프는 '드럼' 또는 '트럼펫'이라는 단어에서 파생된 독일의 성이다. 이 명칭은 17세기 칼슈타트(독일 남서부의 도시)에 기록되어있다.

그들의 조상이 누구에게서 시작했냐는 연구 중에 있다. 미국의 저널리스트 궨다 블레어는 한스 드럼프(Hans Drumpf)라는 한 변호사로부터 트럼프 가의 조상이 시작되었을 가능성을 제시한다. 한스 드럼프는 1608년 칼슈타트에 정착하였고 그의 후손들이 1600년대에 발생한 30년 전쟁 기간 동안 성을 Drumpf에서 Trump로 바꿨다고 알려져있다. 

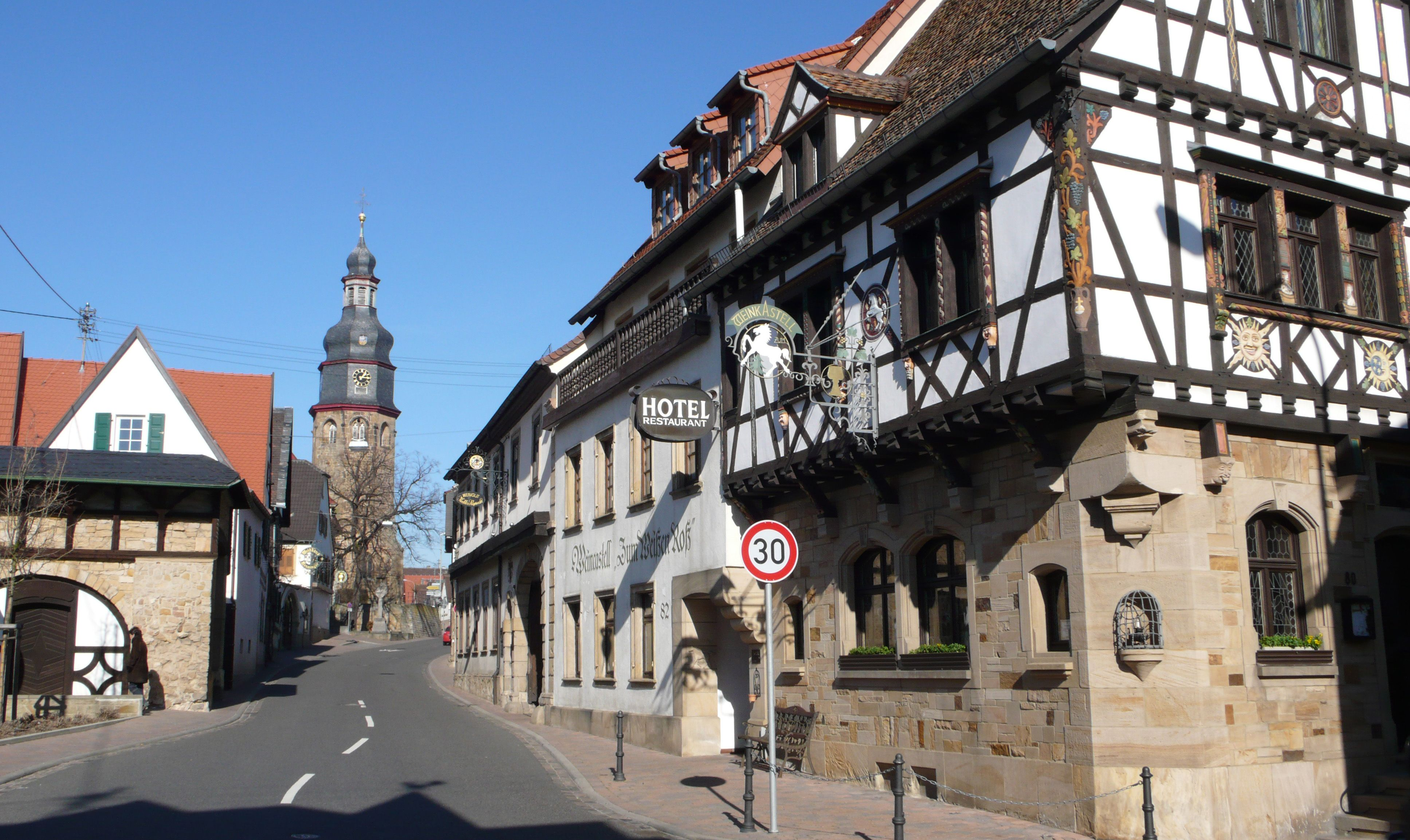
독일 칼슈타트, 트럼프 가의 본고장.

그러나 이는 독일 계보학자가 제공한 데이터와 일치하지 않는다. 언론인 케이트 콘놀리는 칼슈타트를 방문하는 동안 마을에서의 Trump 성의 철자에 대한 변형을 기록했다. Drumb, Tromb, Tromp, Trum, Trumpff, Dromb 등이 발견되었으나, 'Drumpf'는 나와있지 않다. 트럼프를 포함한 다른 이름의 철자가 트럼프와 관련될 수 있다는 증거는 발견되지 않았다.
칼슈타트 근처의 보헨하임 암 베르그에서 온 요하네스 트럼프는 17세기 말에 칼슈타트에서 포도 재배자였다고 밝혀져 있다. 그의 일부 후손들 또한 칼슈타트의 포도주 상인이었다. 차롯데 루이사 트럼프(1789–1833)는 요한 조지 하인즈와 결혼했으며 그의 아들 요한 하인리히(존 헨리) 하인즈(1811-1891)는 1840년 칼슈타트에서 미국으로 이민을 갔으며 하인즈(Heinz) 회사의 창립자인 헨리 J. 하인즈(1844 ~ 1919)의 아버지다.

### 프리드리히 트럼프의 직계 가족
도널드 트럼프의 할아버지인 프레더릭 트럼프는 1869년 콜 스타트에서 프리드리히 트룸프로 태어났다. 프리드리히는 포도 재배 및 포도주 양조업자의 여섯 자녀 중 한 명이었으며, 하인즈의 창립자 헨리 J. 하인즈의 사촌이었다. 프리드리히는 초기에 이발사였으며, 16세인 1885년, 프리드리히는 칼슈타트에서 미국으로 이민을 갔으며 1892년 미국 시민권을 땀과 동시에 이름을 미국식인 프레더릭 트럼프로 바꿨다.
1894년 3월 프레더릭은 워싱턴주 시애틀 북쪽 스노호미쉬 카운티의 급부상하는 광산 마을 몬테 크리스토로 이사했다. 1889년 광물 매장지라는 증거가 발견된 후, 몬테 크리스토는 금과 은 광산이 되었다. 알래스카 골드 러쉬(Gold Rush)기간 동안, 그는 금을 찾는 사람들이 필요로 했던 알코올, 식당과 호텔에 매춘부를 위한 특별 스위트룸을 제공함으로써 재산을 축적했다.
이후 프레더릭은 칼슈타트를 재방문했고 이때 군 복무를 피하기 위해 독일을 떠났다는 비난을 받았으며, 바이에른 시민권을 박탈당했으며 나중에 같은 사유로 독일에서 추방되었다. 그리고 바이에른 왕국에서 군복무(2년)를 수행하지 않았기 때문에 그의 이민은 불법으로 간주되었다. 방문하는 동안 프레더릭은 엘리자베스 크라이스트 트럼프(Elisabeth Christ Trump, 1880-1966)와 사랑에 빠졌고 1902년에 그녀와 결혼했다. 그녀는 또한 칼슈타트 출신이며 필립 크라이스트와 마리 크라이스트의 딸로 태어났다. (필립 크라이스트는 요하네스 크라이스트의 후손이다.). 프레드릭 트럼프는 몬테 크리스토에서의 사업을 정리하고 엘리자베스와 함께 살기 위해 뉴욕으로 이사했다. 엘리자베스는 곧 향수병이 도져 독일로 돌아갔다. 그러자 프레드릭 트럼프는 자신의 독일 영주권을 되찾으려고 했으나 실패했다. 추방을 피하기 위해 루이 트폴 왕자에게 편지를 썼지만 병역 불이행으로 거절당했다. 1905년 7월 1일에 SS 펜실베이니아에 탑승하여 미국으로 돌아온 프레드릭 트럼프과 엘리자베스는 엘리자베스 트럼프(Elizabeth Trump, 1904 ~ 1961), 부동산 개발자 프레드 트럼프(1905 ~ 1999), 물리학자 존 G. 트럼프(1907 ~ 1985)를 낳았다. 프레드릭 트럼프는 1918년 5월 30일 스페인 독감으로 사망했다.
프레드 트럼프는 뉴욕의 부동산 개발자 중 한 명이다. 프레드와 그의 어머니 엘리자베스는 상속 재산을 사용하여 E. Trump & Son을 설립했다. 프레드의 아내는 스코틀랜드의 작은 마을 스토노웨이 출신의 매리 매클라우드(1912 ~ 2000)이며, 메리 매클라우드는 어부 말콤 매클라우드와 마리 매클라우드의 딸이다. 그녀는 17세에 미국으로 이민해서 뉴욕에서 청소부로 일하기 시작했고, 프레드 트럼프와 메리 매클라우드는 뉴욕에서 만나 1936년에 결혼하여 뉴욕 퀸즈에 정착했다. 메리는 1942년 미국 시민권을 땄다. 프레드 트럼프는 1971년 부동산 회사의 회장이 된 도널드 트럼프의 아버지였으며 트럼프 회사(Trump Organization)로 회사 이름을 변경했다. 제2차 세계대전 중과 그 이후의 반 독일 정서가 사업에 부정적인 영향을 줄까 두려웠던 프레드 트럼프는 본인의 아버지가 스웨덴에서 태어난 사람임을 주장했다. 그의 아들 도널드 트럼프 또한 언론에 그리고 책 『거래의 기술』에서 그의 할아버지 프리드리히 트럼프가 어린 시절 스웨덴에서 태어났다고 언급했다. 한편, 그 책에는 도널드 트럼프는 아버지가 뉴저지에서 태어났다고 언급한다. (실제로 프레드 트럼프는 뉴욕 브롱크스에서 태어났다.) 이후 트럼프는 나중에 "아버지는 독일인이다. 그렇지 않는가? 독일인이다. 독일의 아주 멋진 곳에서 태어났기 때문에 독일에 대한 좋은 느낌이 들었다."라고 언급한다. 도널드 트럼프는 본인이 독일계임을 자랑스럽게 여겨 1999년 뉴욕에서 열린 1999 German-American Steuben Parade에서 그랜드 마샬 역할을 했다고 말했다. 도널드 트럼프는 도시를 걷다가 트럼프타워를 보았을 때 "칼슈타트와는 거리가 멀다."고 언급하곤 했다.
많은 사람들이 국제 교류를 맺는 지역에서는 일반적으로 유명한 이민자들에 대한 이야기는 종종 나온다. 2015년 영화 칼슈타트의 감독이자 도널드 트럼프의 먼 친척은 도널드 트럼프가 칼슈타트를 방문하겠다고 약속한 다큐멘터리를 제작했다. 2016년 미국의 대선의 영향으로 이 지역에 대한 언론의 관심은 증가했지만, 지역 주민들의 반응은 섞여있다. 그 마을 주민들은 도널드 트럼프가 번잡한 캠페인을 시작하기 전에 도널드 트럼프에 대한 더 나은 이미지를 가지고 있었다고 한다. 트럼프 애호가들은 그곳에 관한 트럼프와는 관련없이 관광은 이미 증가하고 있어 순례지가 되는 데에 별다른 관심이 없다고 한다.

## 가계도
- 요한 필리프 트럼프 (1667–1707), 율리아나 마리아 로덴로프와 결혼
  - 요한 세바스찬 트럼프 (1699–1756), 수잔나 마가레타 콜과 결혼
    -  요한 폴 트럼프 (1727–1792), 마리아 엘리자베사 셋자와 결혼
      - 샤롯데 루이사 트럼프 (1789–1833), 요한 조지 하인즈와 결혼
        -  존 헨리 하인즈 (1811–1891), 1840년 미국으로 이민
          -  헨리 J. 하인즈 (1844–1919), 하인즈 사 창립자[1]

      -  요하네스 트럼프 (1789–1835), 수잔나 마리아 베츠로프와 결혼
        - 프리드리히 트럼프 (?–1876), 엘리자베사 트럼프와 결혼
        - 마리아 카세리나 트럼프 (1827–?)
        - 크리스챤 요한 트럼프 (1829–1877), 카타리나 코버 (1836–1922)와 결혼
          - 요하네스 트럼프 (1860–?)
          - 카탈리나 트럼프(1861–?)
          - 야콥 트럼프 (1863–?)
          - 시빌라 루이사 트럼프 (1865–1931), 미국(뉴욕)으로 이민, 슈스터 (독일 출생)와 결혼
          - 콘라드 트럼프 (1868–1868)
          - 프레드릭 트럼프 (1869–1918),[2]:28 미용사, 레스토랑과 호텔 매니저, 엘리자베스 크라이스트 트럼프와 결혼, 1885년/1905년에 미국으로 이민/이사
            - 엘리자베스 트럼프 (1904–1961), 윌리엄 O. 월터와 결혼
              - 윌리엄 트럼프 월터 (1931–), 수잔 월터와 결혼
              -  존 W. 월터 (1934–2013), 트럼프 가 "역사가",[3] 조안 월터와 결혼[4][5]
                - 크리스틴 "크리스티" 웨플러, 로버트 "밥" 웨플러와 결혼
                  - 캐서린 웨플러
                  - 사라 웨플러
                  -  로렌 웨플러

                - 낸시 카일리, 제임스 "짐" 카일리와 결혼
                  - 에밀리 카일리
                  -  매튜 카일리

                -  신디아 "신디" 프레이, 로드 프레이와 결혼
                  - 코너 프레이
                  -  아이단 프레이

            - 프레드 트럼프 (1905–1999), 부동산 개발업자, 매리 매클라우드 (1912–2000)와 결혼[6]
              - 마리안느 트럼프 배리 (1937–2023), 연방 판사, 데이비드 데스몬드와 결혼 후 이혼, 존 배리와 결혼
                -  데이비드 윌리엄 데스몬드 (1960–; 데이비드 데스몬드),

              - 프레드 트럼프 주니어 (1938–1981), TWA 비행기 조종사,[7] 린다 클래프와 결혼 후 이혼
                - 프레드 트럼프 3세 (1963–) 리사 베스 로란트와 결혼[8][9]
                  - 딸 (이름 불명) (1992–)[10]
                  - 아들 (이름 불명) (1994–)[10]
                  - 윌리엄 트럼프 (1999–)[9]

                -  메리 트럼프

              - 엘리자베스 조안 트럼프, 제임스 월터 그러우와 결혼

              - 도널드 트럼프 (1946–), 부동산 개발업자, 제 45대 미국의 대통령, 이바나 트럼프 (1949–)와 결혼 후 이혼, 말라 메이플스 (1963–)와 결혼 후 이혼, 멜라니아 트럼프 (1970–)와 결혼
                - 도널드 트럼프 주니어 (1977–; 이바나 트럼프), 바네사 헤이든 (1977–)과 결혼 후 이혼
                  - 카이 메디슨 트럼프 (2007–)
                  - 도널드 트럼프 3세 (2009–)
                  - 트리스탄 밀로스 트럼프 (2012–)
                  - 스펜서 프레드릭 트럼프 (2013–)
                  - 칠로에 소피아 트럼프 (2014–)

                - 이방카 트럼프 (1981–; 이바나 트럼프), 자레드 쿠시너 (1981–)와 결혼
                  - 아라벨라 로즈 쿠시너 (2011–)
                  - 조셉 프리드릭 쿠시너 (2013–)
                  - 테오도르 제임스 쿠시너 (2016–)

                - 에릭 트럼프 (1984–; 이바나 트럼프), 라라 유나스카 (1982–)와 결혼
                  - 에릭 "루크" 트럼프 (2017–)
                  - 캐롤리나 도로시 트럼프 (2019–)

                - 티파니 트럼프 (1993–; 말라 메이플스)
                -  배런 트럼프 (2006–; 멜라니아 트럼프)

              -  로버트 트럼프(1948–2020), 블레인 트럼프 (1957–)와 결혼[11]

            -  존 G. 트럼프 (1907–1985), 엘로라 사워브론 (1913–1983)과 결혼
              - 존 고든 트럼프 (1938–2012)[12]
              - 크리스틴 트럼프 필립[12]
              -  카렌 트럼프 잉그라함[12]

          - 엘리자베사 트럼프 (1873–?), 칼 프레우드와 결혼
          -  바바라 트럼프 (1876–?)

        -  앤나 엘리자베사 트럼프 (1831–?), 콘라드 스윈과 결혼

## 도널드 트럼프의 직계 가족

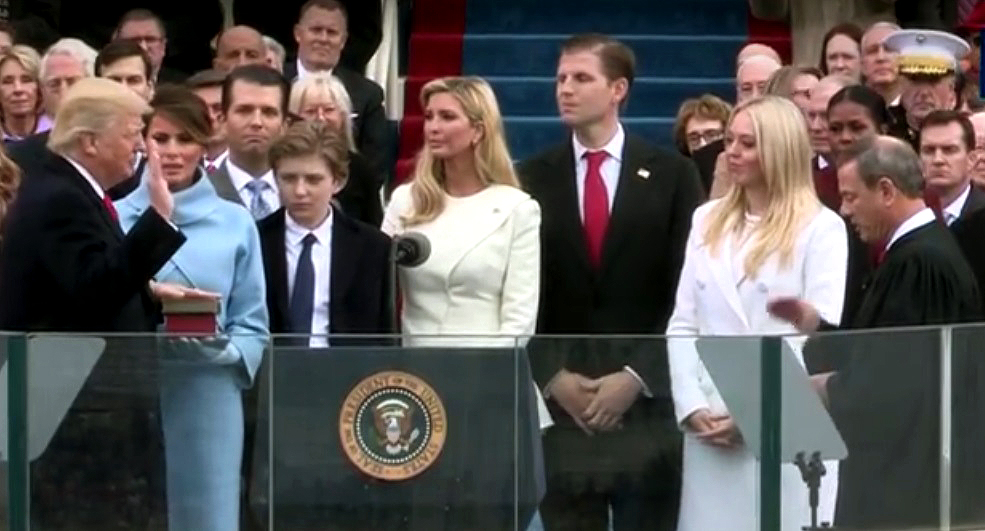
2017년 제 45대 미국 대통령 취임식. 왼쪽부터 도널드 트럼프, 멜라니아 트럼프, 도널드 트럼프 주니어, 배런 트럼프, 이방카 트럼프, 에릭 트럼프, 티파니 트럼프 - 도널드 트럼프의 첫 임기

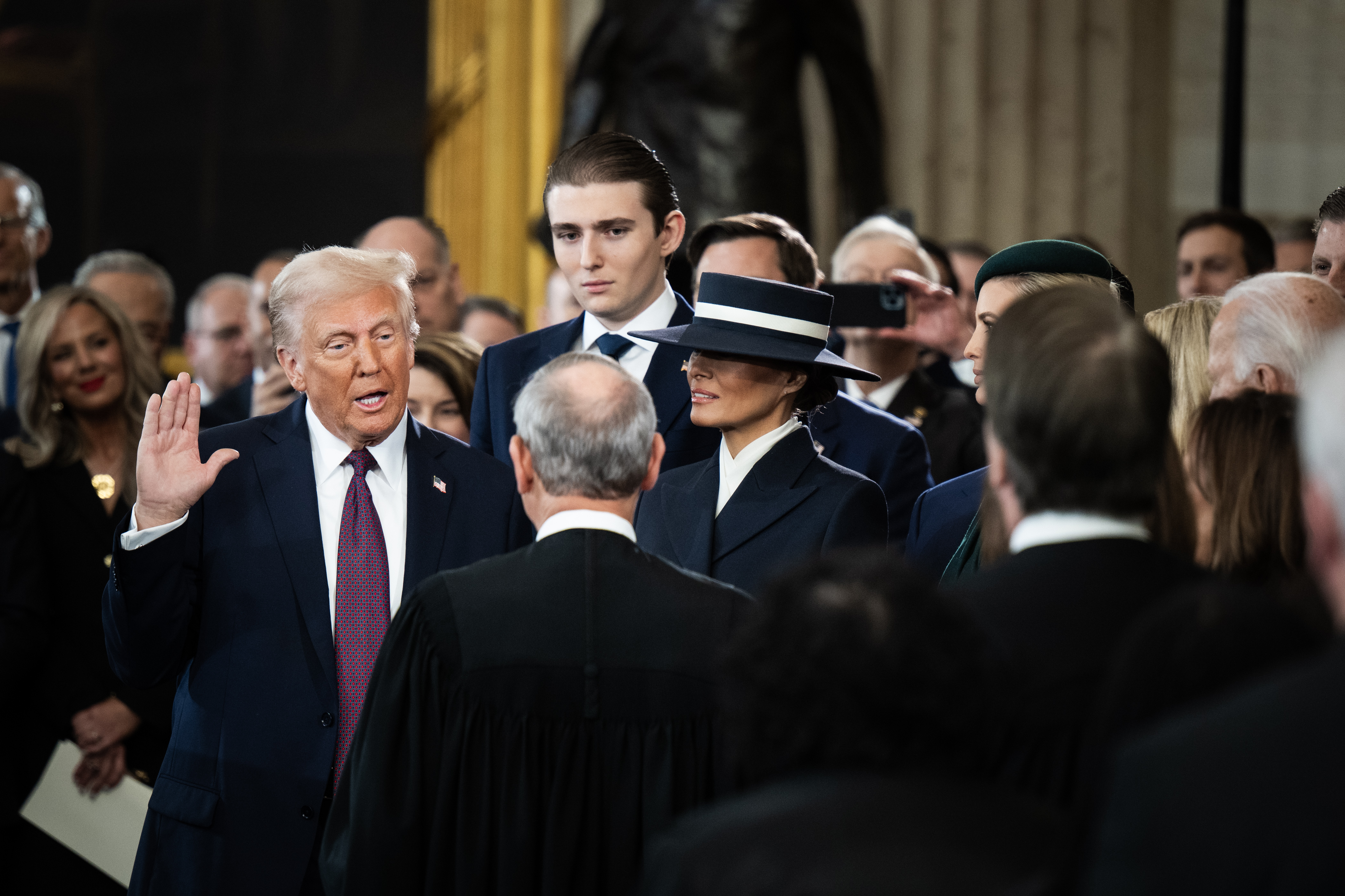
2025년 제 47대 미국 대통령 취임식. 왼쪽부터 도널드 트럼프, 멜라니아 트럼프, 배런 트럼프 - 도널드 트럼프의 두 번째 임기

도널드 트럼프는 총 3번, 이바나 제니코바, 말라 메이플스, 멜라니아 크나우스와 결혼했다. 트럼프 대통령은 5명의 자녀를 두고 있는데 그 중 도널드 트럼프 주니어, 이방카 트럼프, 에릭 트럼프는 이바나 트럼프와의 결혼에서 낳은 자녀이고, 티파니 트럼프는 말라 메이플스와의 결혼에서 낳은 자녀이다. 배런 트럼프는 1961년에 태어난 존 F. 케네디 주니어가 아기였던 이후 백악관에 입성한 12세 이하인 대통령 직계 가족이다. 2006년에 태어난 배런 트럼프는 멜라니아 트럼프와의 결혼에서 태어난 자녀다. 이바나 트럼프와 그의 3명의 자녀들은 도널드 트럼프가 대통령에 당선되기 전까지 트럼프 회사(Trump Organization)의 부사장들이었다. 티파니 트럼프는 최근에 펜실베이니아 대학을 졸업했다.

## 종교
원래 독일에 거주하던 시절 그들의 종교는 루터교(Evangelical Church of the Palatinate)였다. (그 지역은 칼뱅주의가 대다수인 지역이지만) 이후, 메리 앤 매클라우드의 미국 이주 이후로는 장로교를 믿었으며, 네덜란드 개혁 교회, 또는 다른 개혁파 교단의 성향을 보였다. 도널드 트럼프의 부모와 도널드 트럼프는 미국 개혁교회에 속해있다, 2016년 도널드 트럼프는 성탄절 예배를 위해 주교회인 베데스다를 방문한 바 있다. 슬로베니아 출신인 멜라니아 트럼프는 그 국가의 대부분이 믿는 로마 가톨릭의 신자다. 이방카 트럼프는 자레드 쿠시너와의 결혼 후 유대교로 개종했다.